# Rahon (India)
Rahon è una città dell'India di 12 046 abitanti, situata nel distretto di Nawanshahr, nello stato federato del Punjab. In base al numero di abitanti la città rientra nella classe IV (da 10 000 a 19 999 persone).

## Geografia fisica
La città è situata a 31° 3' 0 N e 76° 7' 0 E e ha un'altitudine di 249 m s.l.m.

## Società

### Evoluzione demografica
Al censimento del 2001 la popolazione di Rahon assommava a 12 046 persone, delle quali 6 320 maschi e 5 726 femmine. I bambini di età inferiore o uguale ai sei anni assommavano a 1 373, dei quali 748 maschi e 625 femmine. Infine, coloro che erano in grado di saper almeno leggere e scrivere erano 8 715, dei quali 4 811 maschi e 3 904 femmine.